# Fujitsu Technology Solutions
Fujitsu Technology Solutions (Holding) B.V. — дочерняя компания японской корпорации Fujitsu в регионе, включающем в себя Европу (в том числе Россию), Ближний Восток, Африку и Индию, один из ведущих поставщиков инфраструктурных решений.
Компания оказывает услуги различным заказчикам: крупным корпорациям, компаниям малого и среднего бизнеса, а также частным пользователям.
Стратегическим направлением деятельности Fujitsu является разработка динамических инфраструктур, компания предлагает широкий спектр ИТ-продуктов, решений и сервисов — от персональных рабочих мест до решений для ЦОД и услуг по управлению ИТ-инфраструктурами.
В компании работает более 13 000 человек.
Fujitsu Technology Solutions является частью глобальной компании Fujitsu Group (консолидируется в финансовой отчетности). Её акции не котируются на биржах.